# Alagoas
Pour l’article homonyme, voir Alagoas (homonymie).
L'Alagoas (prononcé en portugais : [alaˈɡoɐs] ou [alaˈɡowɐs]) est l'un des 26 États du Brésil. Il se situe dans le nord-est du pays, le Nordeste, sur le littoral atlantique. Avec 27 848 km2, l'Alagoas est le deuxième plus petit État du pays et correspond à 1,6 % de la population du pays et 0,8 % de l'économie nationale. Sa capitale et principale ville est Maceió.

## Géographie

### Situation
L’Alagoas couvre une superficie de 27 848 km2, ce qui en fait l’un des plus petits États du pays.
Il est bordé au nord et nord-est par l’État du Pernambouc, à l’est par l’océan Atlantique, la limite sud avec État du Sergipe est une limite naturelle qui suit le cours du rio São Francisco, au sud-ouest il borde avec l'État de Bahia.

### Relief
Le relief est peu élevé, en général au-dessous de 300 m. Il est constitué d’une plaine littorale, d’un plateau au nord et d'une dépression au centre. Le point culminant de l’État est la serra Santa Cruz avec 844 m.

### Hydrographie
Les cours d’eau principaux de l’État sont le rio São Francisco, le rio Mundaú et le rio Paraíba do Meio.

### Climat
À l’est et sur les côtes, le climat est tropical humide. À l’ouest et dans l’intérieur, le climat est semi-aride.

### Végétation
Sur les côtes, on trouve encore quelques restes de forêt tropicale et de mangroves. L’intérieur semi-aride de l’État est le domaine de la caatinga. Entre les deux se trouve la zone de la forêt, couverte de forêt atlantique.

## Population
Avec une population de 3 037 103 habitants en 2007, l’Alagoas est plus densément peuplé que la moyenne nationale.
Sa capitale, Maceió, est également la plus grande agglomération de l’État. Viennent ensuite les municipalités d'Arapiraca, Palmeira dos Índios, União dos Palmares et Rio Largo.
L’Alagoas compte une faible population indigène, éclatée entre plusieurs ethnies. Les zones de peuplement indigènes se situent principalement dans le centre et l’ouest de l’État.

## Éducation
L’État est le seul du Brésil à appliquer le projet de loi « L’école sans partis ». Ce projet, qui entend lutter contre les « abus de la liberté d’enseigner », consiste à apposer dans chaque salle de classe du Brésil une plaque (de 90 centimètres de haut sur 70 de large) décrivant les « devoirs du professeur », avec un numéro de téléphone anonyme pour que les élèves puissent dénoncer les enseignants qui chercheraient à les « endoctriner ». Bien que ce projet soit déclaré inconstitutionnel par la Cour suprême, il est illégalement appliqué dans l’État d'Alagoas.

## Histoire
Jusqu'en 1817, l’Alagoas fit partie du Pernambouc et suivit son histoire. Il en fut séparé après la révolution manquée qu’y avait organisé un gouvernement brésilien indépendant. Il devint, en 1822, une province du nouvel État brésilien.
En 1839, Maceió remplace Marechal Deodoro comme capitale.
Jusqu’en 1960, l’Alagoas a maintenu ses caractéristiques coloniales : la société dépend de riches et des grandes familles. Après cette date, un effort de modernisation amena l’exploitation du sel gemme et du pétrole. Le tourisme est aussi en franche progression.

### Gouverneurs
| Période | Période  | Identité                               | Étiquette | Qualité |
| ------- | -------- | -------------------------------------- | --------- | ------- |
| 1983    | 1983     | Divaldo Suruagy                        | PDS       |         |
| 1986    | 1987     | José de Medeiros Tavares               | PDS       |         |
| 1987    | 1989     | Fernando Collor de Mello               | PRN       |         |
| 1989    | 1991     | Moacir Lopes de Andrade                | PMDB      |         |
| 1991    | 1994     | Geraldo Bulhões                        | PSC       |         |
| 1995    | 1997     | Divaldo Suruagy                        | PMDB      |         |
| 1997    | 1998     | Manuel Gomes de Barros                 | PTB       |         |
| 1999    | 2006     | Ronaldo Lessa                          | PSB       |         |
| 2006    | 2007     | Luís Abílio de Sousa Neto              | PDT       |         |
| 2007    | 2014     | Teotonio Vilela Filho                  | PSDB      |         |
| 2015    | 2022     | José Renan Vasconcelos Calheiros Filho | PMDB      |         |
| 2022    | 2022     | Klever Rêgo Loureiro                   |           | Intérim |
| 2022    | En cours | Paulo Dantas                           | MDB       |         |